# Skupinski seks
Skupínski séks je oblika spolnega odnosa, pri kateri je udeleženih več ljudi (vsaj trije).